# Thyridachne tisserantii
Thyridachne es un género monotípico de plantas herbáceas de la familia de las gramíneas o poáceas.  Su única especie, Thyridachne tisserantii C.E.Hubb., es originaria de África tropical.

## Descripción
Es una planta anual con tallos herbáceos. Hoja lineal; estrecha, no pseudopeciolada; sin venación. La lígula membranosa. Plantas bisexuales, con espiguillas bisexuales; con flores hermafroditas. Las espiguillas todas por igual en la sexualidad.

## Taxonomía
Thyridachne tisserantii fue descrita por Charles Edward Hubbard y publicado en Kew Bulletin 4: 364. 1949.
Etimología
Thyridachne: nombre genérico que deriva de las palabras griegas thyridos (ventana) y achne (paja), aludiendo su lema inferior peculiar. 
Sinonimia
- Tisserantiella oubanguiensis Mimeur[3]